# Miguel Valls
Miguel Valls   (Carcaixent, 8 de maig de 1671 - Pamplona, 23 de febrer de 1738) fou un mestre de capella valencià que es formà musicalment a Xàtiva, València. Dedicà la seva vida sobretot a la docència i també a la composició musical.

## Biografia
El 1686 fou admès a l'escolania de la Catedral de Toledo i és possible que hi fos fins al 1704, moment en què exercia el càrrec de regent de capella com a substitut de Pedro de Ardanaz. Per la importància de l’assignació d’aquest càrrec, el mateix any fou nomenat, sense oposició, mestre de capella de la Catedral de Pamplona, on dedicà tota la seva vida professional.
Al llarg de la seva carrera causà diversos conflictes disciplinaris a la capella. Fou multat per incomplir-ne les normes i discutir-se amb el síndic capitular; li prohibiren cantar al cor fins a nou avís i l’acusaren de descuidar la criança i educació dels alumnes. Mentre estigué suspès del seu càrrec, entre 1721 i 1729, s’educaren amb els mestres Manuel de Ricarte i Roque de Iranzu. El 1735, un any després d’haver recuperat la seva feina com a mestre capella, i malgrat les reiterades advertències que rebé, l'Ajuntament li retirà el càrrec. D’aquesta manera, quedà eximit de les seves responsabilitats com mestre de capella, però tot i així conservà el títol fins a la seva mort.
Miguel Valls participà, mentre fou mestre de capella, en diversos esdeveniments com ara la translació de Sant Fermín a la capella de l'església de San Lorenzo l’any 1717; la visita dels reis Felip V i Isabel de Farnesio l’any 1719. A més a més, durant un temps fou prior de la Confraria de l'Arcàngel Sant Miquel i membre de la junta de la Confraria de Santa Catalina.
Pel seu testament, atorgat a Pamplona el 20 de febrer de 1738, tres dies abans que morís, es creu que tingué una situació econòmica complicada i que passà els seus últims anys de vida allunyat de la producció musical.

## Estil compositiu
L'estil musical de Miguel Valls és barroc tardà. Es caracteritza per una textura que barreja la verticalitat harmònica de les veus amb el contrapunt melòdic horitzontal. La melodia és irregular i asimètrica, i composta per diversos motius que es van repetint. Pel que fa al llenguatge harmònic, és generalment tonal tot i que amb fragments modals i d'altres en què les alteracions no coincideixen amb l’harmonia de la peça. Utilitza recursos com ara les dissonàncies, normalment preparades amb retards, i altres figures retòrico-musicals per subratllar el contingut expressiu dels textos.

## Obra
La producció de Miguel Valls és escassa, i hi ha poques obres que se li puguin atribuir amb seguretat, ja que en algunes de les que es conserven a la catedral de Pamplona i Toledo no hi consta el seu nom. Les dues obres més importants es conserven a la catedral de Pamplona:
- Missa de Rèquiem a 7 veus i acompanyament (1715)
- Lecció primera de difunts Parce Mihi a 4 veus i acompanyament